# Štefan (luna)
Štefan je Uranov retrogradni nepravilni satelit. 

## Odkritje in imenovanje
Luno Štefan so odkrili Brett J. Gladman, Matthew J. Holman, John J. Kavelaars, Jean-Marc Petit in Hans Scholl
18. julija 1999. Takrat je dobila začasno oznako  S/1999 U 2. 
Uradno ime je  dobila po pijanem služabniku iz Shakespearjeve igre Vihar. 
Luna je znana je tudi kot  Uran XX.

## Lastnosti
Parametri tirnice kažejo na to, da je luna Štefan skupaj z luno Kaliban pripadala nekemu dinamičnemu sistemu, ki ima skupen izvor. Njena gostota je okoli 1,3 g/cm3, kar kaže na to, da je sestavljena iz vodnega ledu in silikatnih kamnin.